# Juarez Bernardes
João Juarez Bernardes (Planaltina, 26 de novembro de 1930 – Goiânia, 15 de junho de 2002) foi um engenheiro agrônomo, advogado, professor e político brasileiro radicado em Goiás.

## Dados biográficos
Filho de Francisco Bernardes de Faria e Generoza Ribeiro de Freitas Bernardes. Engenheiro Agrônomo diplomado em 1954 pela Universidade Federal do Paraná, prestou serviços ao Instituto Nacional de Colonização e Reforma Agrária. Dez anos depois de graduado tornou-se advogado na Universidade Federal de Goiás onde concluiu a pós-graduação em Engenharia Agronômica em 1969. Eleito deputado estadual pelo PSP em 1958, ingressou no MDB com a vitória do Regime Militar de 1964 e foi eleito deputado federal em 1970 e 1974.
Candidato a senador por uma sublegenda do MDB ao lado de Henrique Santillo em 1978, foi vencido por este e realocado como primeiro suplente do mesmo. Reeleito deputado federal pelo PMDB em 1982, votou a favor Emenda Dante de Oliveira em 1984 e no ano seguinte escolheu Tancredo Neves no Colégio Eleitoral.
Derrotado ao buscar um novo mandato em 1986, foi secretário de Agricultura e depois vice-presidente e diretor administrativo das Centrais Elétricas de Goiás no governo Henrique Santillo. Eleito presidente do diretório estadual do PMDB em 1990, deixou o cargo após três anos para ingressar no PSDB. Quando o presidente Itamar Franco nomeou Henrique Santillo ministro da Saúde, Juarez Bernardes tornou-se assessor parlamentar da pasta. A seguir foi professor de Economia Rural na Universidade Federal de Goiás. Candidato a senador em 1994, não foi eleito. Seu derradeiro cargo público foi o de secretário municipal de Assuntos Políticos na segunda administração Nion Albernaz na prefeitura de Goiânia.